# Марк Фульвій Флакк
Марк Фульвій Флакк (лат. Marcus Fulvius Flaccus; близько 168 р. до н. е. — 121 р. до н. е.) — римський воєначальник і державний діяч II ст. до н. е., консул 125 року до н. е.

## Життєпис
Походив з плебейського роду Фульвіїв. У сенаті належав до меншості, яка підтримала реформи Тиберія Гракха. У 130 р. до н. е. був призначений членом комісії, що наділяла незаможних громадян земельними ділянками. Популярність, здобута Флакком на цій посаді, допомогла йому перемогти на виборах консула на 125 р. до н. е.. Запропонував проект закону, який мав би надати італійським союзникам права римського громадянства, однак не знайшов підтримки ані в сенаторів, ані в народних зборах.
Успішнішою була військова діяльність Флакка. Він розпочав завоювання заальпійських земель. Скориставшись зверненням мешканців Массилії, що потерпали від галльського племені салювіїв, приєднав до римських володінь Південну (майбутню Нарбонську) Галлію, з'єднавши принагідно Італію з завойованою Сципіоном Іспанією. Був відзначений за цю перемогу тріумфом.
У 122 році до н. е. його обрано народним трибуном. Підтримав Гая Гракха в його колонізаційних намірах, особисто вирушив до Африки для організації колонії Юнонія на місці Карфагена. Загинув після повернення до Рима — під час сутичок прихильників і супротивників Гракха (121 р. до н. е.).

## Родина
- Фульвія (близько 130 — після 100 до н. е.), дружина Луція Юлія Цезаря, консула 90 року до н. е.
- Марк Фульвій Флакк Бамбаліон, чоловік Семпронії Гракх